# Enzo Avitabile
Enzo Avitabile (Nápoles, Italia, 1 de marzo de 1955) es un cantautor, compositor y saxofonista italiano. Desde 2009 enseña como catedrático en el “Conservatorio Statale di Musica di Santa Cecilia” de Roma, donde imparte la primera cátedra de World Music en Italia. En 2009 y en 2012 recibe el prestigioso Premio Tenco por el mejor disco en dialecto con sus álbumes Napoletana (2009) y Black Tarantella (2012).

## Biografía

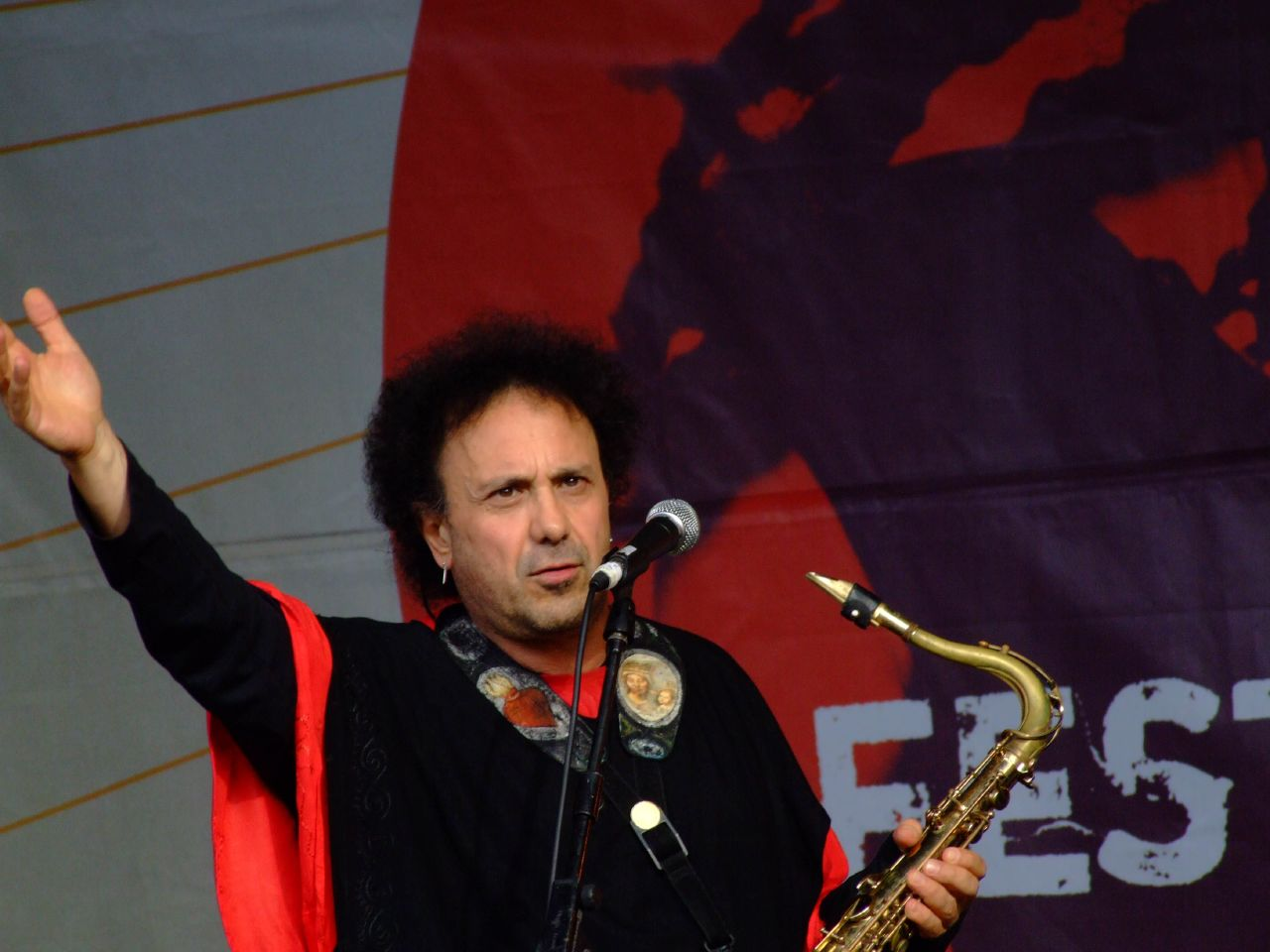
Enzo Avitabile en el 2006.

Crecido en la zona popular de Marianella, en la ciudad de Nápoles, Enzo Avitabile empieza a estudiar música desde pequeño, aprendiendo a tocar el saxófono. En un segundo momento, se diploma en flauta en el Conservatorio de San Pietro a Majella.
A lo largo de su carrera, se ha especializado en distintos géneros musicales, desde el jazz fusión, pasando por la música popular napolitana y la world music. Ha llegado a tocar con artistas internacionales como Tina Turner o James Brown.
En 1979 participa en el segundo álbum del cantautor napolitano Pino Daniele y nuevamente, un año después, en el álbum Nero a metà del mismo autor, como corista en el tema A me me piace 'o blues. También en 1979, toca el saxófono barítono y tenor en Sono solo canzonette de Edoardo Bennato. En 1982, se publica su primer trabajo discográfico Avitabile, publicado por la casa discográfica EMI, en el cual ya está presente la influencia de la música Black que marcará su primera etapa musical.
Un año después, toma forma Meglio soul, donde resaltan canciones como Charlie, dedicada a Charlie Parker, Gospel mio, cantada con Richie Havens y When I believe. En 1986, se publica uno de sus trabajos más conocidos, S.O.S. Brothers, que contiene los éxitos Soul Express y Black Out.
En 1988, se publica Alta tensione, cuya provocativa portada muestra una silla eléctrica. En este disco se confirma la influencia del funk y de la música afroamericana en la producción artística de Avitabile. De este álbum nace la colaboración con Afrika Bambaataa que confluirá sucesivamente en el disco Street Happiness. En 1990, sale a la luz Stella dissidente que evidencia el estilo personal del artista y un año después Enzo Avitabile producido por Corrado Rustici, en el cual está incluida la canción en napolitano Vide c'o' tengo.
En 1994, Avitabile publica Easy, un álbum marcado por una gran experimentación melódica, donde pone música al poema de Totò, 'A livella, y canta el tema Leave Me or Love Me en dúo con Randy Crawford. Este es el último álbum producido por la EMI, ya que en este periodo se deteriora la relación entre el cantautor napolitano y la casa discográfica, a causa de la incompatibilidad entre las exigencias artísticas del músico y las finalidades comerciales de la casa discográfica. EMI llega a definirlo como "artista incontrolable" por haberse negado a participar en el Festival di Sanremo.
1996 es un año crucial para la producción artística del cantautor napolitano, un punto de inflexión en su carrera que marca un retorno a las sonoridades de la tradición popular y a la canción en Idioma napolitano. En este año sale el EP Aizete y el álbum Addo.
1999, año de la convocación de la UNICEF, es otra fecha fundamental para la trayectoria artística de Avitabile. Para esta ocasión compone la canción Mane e mane, un tema a dos voces interpretado con el artista africano Mory Kanté. Colaboración musical que culminará con la realización del álbum O-issa (1999).
En 2004, Enzo Avitabile decide recuperar ulteriormente el patrimonio musical de su tierra y asimilarlo a su música. Nace así la colaboración con los Bottari di Portico, un ensamble compuesto por instrumentos atípicos, barriles, barricas, toneles de madera y hoces de metal. Este complejo de percusiones, cuyas orígenes remontan al siglo XIII, recupera un ritmo ancestral de la tradición popular y campesina. Unos "antiguos ritmos procesionales que se convierten en una trance saludable: no techno, sino folk" .
"A estas alturas, se había hecho indispensable des-americanizar mi lenguaje musical" , afirmaba Avitabile.

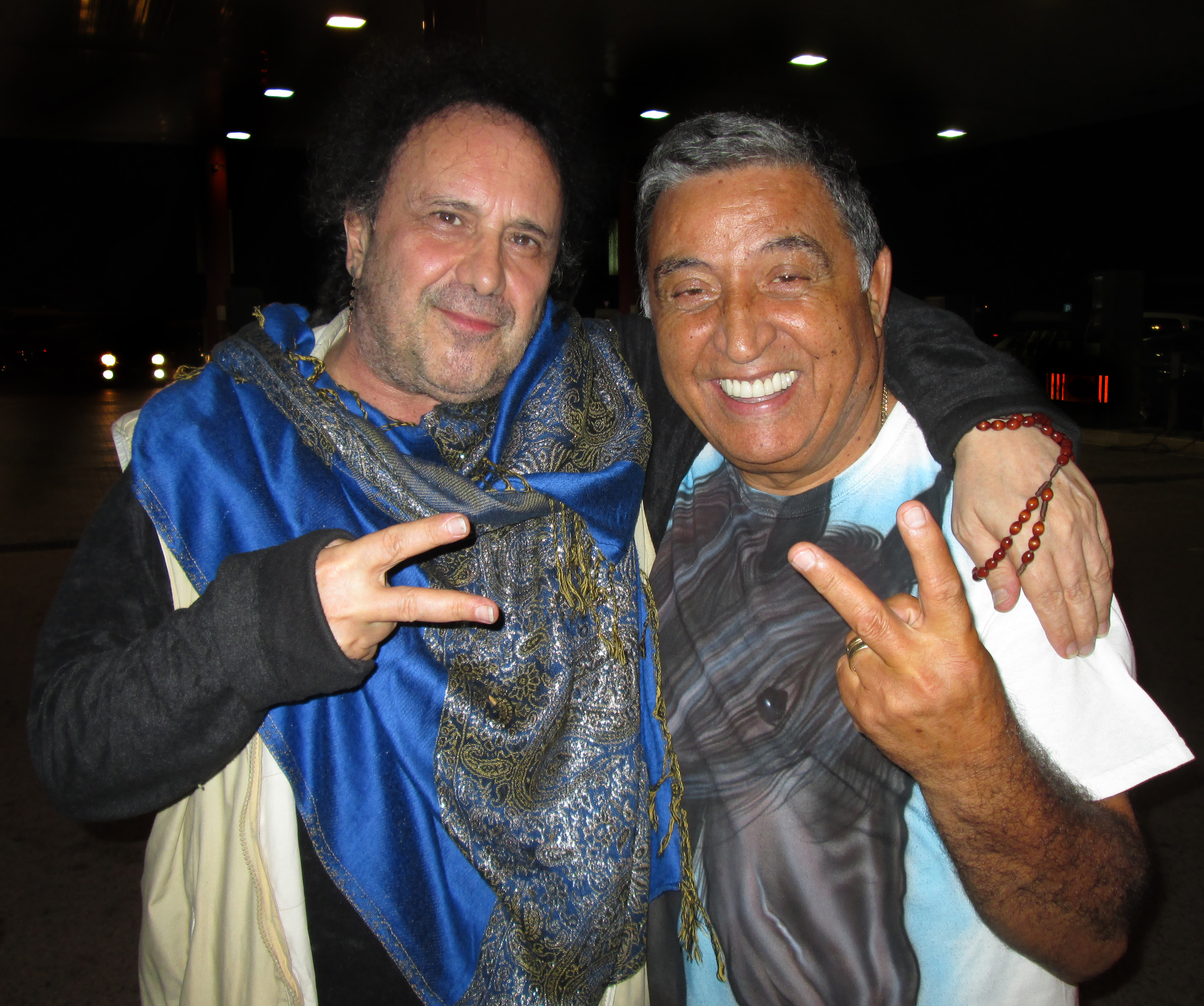
Mario Trevi y Enzo Avitabile (2015)

De la colaboración con los Bottari, ha nacido “Salvamm’ ‘o munno”, un álbum que ha obtenido hasta cuatro nominaciones a los BBC World Music Award. Este trabajo se compone a partir de la fusión de los ritmos típicos de la liturgia popular napolitana y de las sonoridades mediterráneas, también gracias a la colaboración de artistas como Khaled, Manu Dibango, Zì Giannino del Sorbo, il Miserere di Sessa Aurunca, Luigi Lai, la Polifonica Alphonsiana e Baba Sissoko.
En 2006, publica Sacro Sud, un proyecto donde Avitabile abraza la música sacra popular. Dos años después, cobra vida Napoletana, un proyecto artístico dedicado a la recuperación del antiguo lirismo de la canción napolitana. "Un proyecto-investigación que vuelve naturalmente a la fuente como los cantos de trabajo y las villanelle pero que al mismo tiempo está constituido por canciones completamente inéditas escritas en el hormigón de la ciudad, con una mirada hacia el pasado y el corazón que respira el olor del futuro. Música nueva nacida de un arte antiguo, original y llena de sentimiento, rebuscada e innovadora en el lenguaje" . En 2009, con el álbum Napoletana, recibe el prestigioso Premio Tenco 2009 por el mejor disco del año en la categoría de la música en dialecto.
En 2012, sale el disco Black Tarantella, un álbum que se compone de diferentes colaboraciones con aristas italianos e internacionales y que le lleva a ganar nuevamente la Targa Tenco. En ese mismo año, el director estadounidense Jonathan Damme presenta en el Festival Internacional de Cine de Venecia el docu-filme Enzo Avitabile Music Life, en que resume la trayectoria del músico napolitano .
Al año siguiente, la canción Gerardo nuvola 'e povere, realizada en colaboración con Francesco Guccini y contenida en el álbum Black Tarantella, gana un premio especial otorgado por Amnesty International Italia .
Desde 2009 decide aceptar la propuesta del Conservatorio Statale di Musica di Santa Cecilia de Roma de tener la primera cátedra de World Music en Italia. Al mismo tiempo publica el libro didáctico Escalas raras y ritmos del mundo, en el cual el músico recoge las diferentes escalas musicales del mundo .